# Comité Olímpico Nacional de Timor-Leste
Das Comitê Olímpico Nacional de Timor-Leste (CONTL) ist das Nationale Olympische Komitee (NOK) der Demokratischen Republik Osttimor. Es residiert in der Rua Jacinto Cândido in der Hauptstadt Dili.
Präsident des CONTL ist seit dem 18. November 2013 Francisco Kalbuadi Lay. Die letzte Wiederwahl fand am 16. Januar 2018 statt.
Das CONTL ist Mitglied im Verband der asiatischen NOK, dem Olympic Council of Asia (OCA), und in der Vereinigung der Portugiesischsprachigen Olympischen Komitees, der ACOLOP.

## Geschichte
Seit der Ankunft der Portugiesen 1515 war das Land als Portugiesisch-Timor eine portugiesische Kolonie. Der neuntägigen, einseitig ausgerufenen Unabhängigkeit 1975, folgten 24 Jahre indonesische Besetzung und von 1999 bis 2002 Verwaltung durch die Vereinten Nationen. Am 20. Mai 2002 erfolgte die Wiederausrufung der Unabhängigkeit Osttimors. 2003 wurde mit dem CONTL eine eigene olympische Vertretung gegründet. Im gleichen Jahr erfolgte die Anerkennung durch das Internationale Olympische Komitee (IOC).
Bei den Olympischen Sommerspielen 2000 in Sydney traten bereits osttimoresische Athleten als „Unabhängige Teilnehmer“ an. Seit den Sommerspielen 2004 in Athen entsendete Osttimor dann als offizielles Teilnehmerland fortan Sportler zu allen Sommerspielen. Erstmals an Winterspielen nahm das Land zu Olympia 2014 in Sotschi teil. Bisher konnten die Athleten des CONTL noch keine olympischen Medaillen erringen (Stand jeweils 2019).
Das CONTL gehörte 2004 zu den Gründungsmitgliedern der ACOLOP. Seither nahm das Land an allen Jogos da Lusofonia teil, den von der ACOLOP veranstalteten Spielen der Gemeinschaft der Portugiesischsprachigen Länder. Bei den Spielen 2006 in Macau und den Spielen 2014 in Goa gewann Osttimor jeweils eine Bronzemedaille.

## Präsidenten
- 2003–2010: João Viegas Carrascalão
- 2010–2013: José Luís Guterres
- seit 2013: Francisco Kalbuadi Lay